# 小罗伯特·H·沃特曼
小罗伯特·汉纳·沃特曼（英語：Robert Hanna Waterman, Jr.，1936年11月11日—2022年1月2日），是美国一位管理学家、管理类畅销书作家，还被斯坦福大学企业管理学院聘为兼职教授。

## 著作
- 与汤姆·彼得斯合著《追求卓越》（1982年）